# Melangyna basarukini
Melangyna basarukini är en tvåvingeart som beskrevs av Mutin 1998. Melangyna basarukini ingår i släktet flickblomflugor, och familjen blomflugor. Inga underarter finns listade i Catalogue of Life.